# 小柿村
小柿村（こがきむら）は、かつて岐阜県本巣郡に存在した村である。現在の本巣市小柿に該当する。

## 歴史
- 江戸時代、この地域は磐城平藩領であった。
- 1889年（明治22年）7月1日 - 町村制により小柿村が発足。
- 1897年（明治30年）4月1日 - 上真桑村・下真桑村・軽海村・十四条村・宗慶村と合併し、真桑村が発足。同日小柿村廃止。